# Ga Namsan (Busan)
Ga Namsan (tiếng Hàn: 남산역; Hanja: 南山驛) là một ga của Busan Metro tuyến 1 ở Namsan-dong, quận Geumjeong, Busan, Hàn Quốc.

## Liên kết
- (tiếng Hàn) Thông tin ga từ Tổng công ty vận chuyển Busan